# 多羅波省
9°49′N 3°21′W / 9.817°N 3.350°W

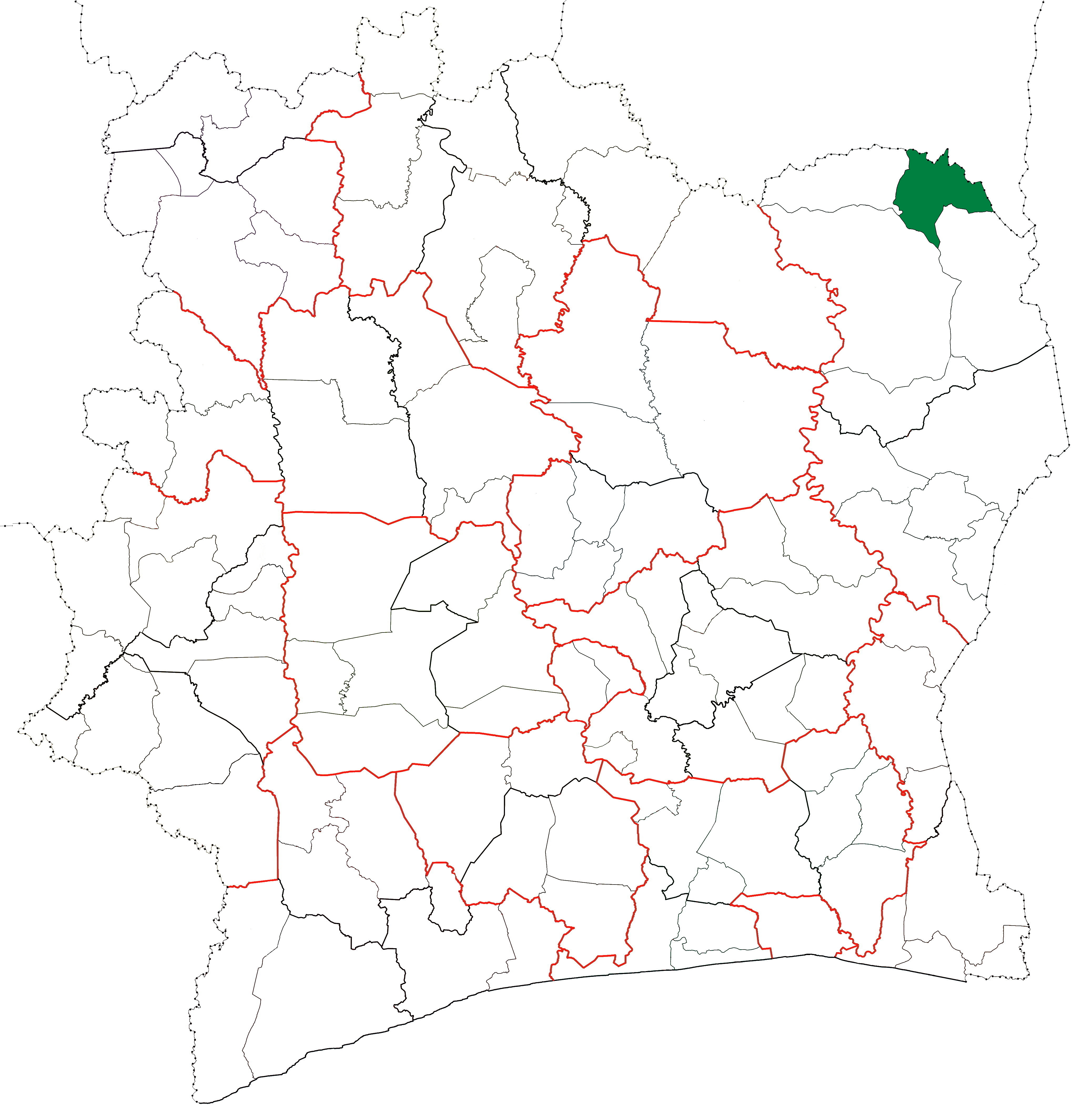

多羅波省（Doropo Department），是科特迪瓦的省份，位於該國東北部贊贊區，由本卡尼大區負責管轄，南面是布納省，北面是布吉納法索，成立於2011年，2014年人口66,664。